# HEROMAN
《HEROMAN》是东京电视台于2010年4月1日起播放的动画作品。原作者為美國著名漫畫作家史丹·李，由日本動畫製作公司BONES製作的以「英雄」為主題的原創電視動畫作品。以動畫為基礎的改編漫畫版於《月刊少年GANGAN》雜誌上進行連載，作畫由大田多門負責。

## 概要
原作者為創作出「蜘蛛人」和「X戰警」等數個漫威漫畫作品而出名的美國漫畫界巨匠史丹·李。2005年10月、希望由日本動畫製作的史丹和BONES代表董事南雅彦互相交換意見並且開始企画、史丹‧李說出「要做出21世紀的新英雄就要花上四年的時間」。南雅彥則是說出「在得到史丹所說「不要現在能作出的角色、而是要和新的角色一起誕生」的話後、而因此從那時一直做到現在」的製作過程、並且花上整整兩年的時間作出動畫。2008年4月所發表的「月刊Newtype 5月号」（角川書店）的BONES10周年特集中則是初次發表這份企画、並且因為是由史丹擔任原作而受到美日的關注。將來則是希望藉由史丹的名聲而可以在海外播放、也有製作第二季的意願。（最終話中雖然沒有出現“ To Be continued ”的標語。但卻出現，在這之後呢“ ? ”）。
動畫製作時極力採用史丹・李的希望和意見、從敵人的設計以蟑螂為原型、「面對到最大的危機卻能夠加以逆轉的王道故事發展」以及「充滿揚善罰惡及故事性的故事」等點都能看出受到史丹強烈的影響。重要部分的設定雖然是由日本工作人員所作、但史丹的意見對他們來講就像是料理中的醬汁一樣。
擔任導演的難波日登志將史丹交給他的情節細細讀過後，直接表明「以日本的常識來看是要花上一年的時間、實際上則有八集的內容，讓我在聽到後相當驚呀」、並且在序盤就迅速展開密集的故事發展。

## 故事大綱
在美国西海岸某城市中生活的少年乔伊，过着不怎么丰富但是和平且无聊的日常生活。
在一个雷雨的夜里，乔伊的家里被雷直击了，几天前在垃圾桶里捡到的旧的机器人玩具变得巨大化，有了不可思议的力量。乔伊因为小时候憧憬的英雄在现实里实现而兴奋不已，并且给这个机器人取名为HEROMAN。
但是，这只是一切的开始。乔伊和HEROMAN不得不面对从遥远的宇宙那一边来到的可怕袭击者，并且投身于和他们的战斗之中···

## 登場人物

### 主要角色
乔伊·琼斯(喬瑟夫‧卡達‧乔伊‧琼斯)（聲：小松未可子，羅婉楓（香港））
本作品的主人公。有精神的温柔少年。自从小时候双亲过世以来，一直和祖母相互支持着生活，每天都在努力打工。
和HEROMAN的相遇，使他有了相当大的变化。
戰鬥時使用裝在左手而能夠變型的控制器、並且輸入指令來指揮HEROMAN戰鬥。另外還能產生防護罩保護自己或是用來進行高速移動、以補助HEROMAN動作較緩慢的缺點。
漫画版中輸給エッズィ後、就和HEROMAN保持距離。
和其他驚奇漫畫的主角一樣、姓和名的第一個字母都相同。
HEROMAN（聲：竹内良太）
本作品的第二主人公，有著像是人類的臉孔、身上以白色為基調配上紅藍雙色。身體兩側則有著白色的三連星、宛如星條旗一樣。本身是一具壞掉的玩具機器人，後來在被乔伊修理好後被雷電擊中，結果變成一個擁有雷電力量的超級英雄。
動作不太靈活、擁有強大的破壞力。体内擁有閃電的力量，可以用信號來轉換攻擊模式、也因為身體被電磁鐵化而能吸附金屬物品，而能夠利用電力進行多元化的攻擊。隨喬伊的指示來行動。平常看來沒有任何表情、但當喬伊遇到危險時，會全身發紅而失控起來。會在戰鬥完後、會將雙手朝下擺出圓形的站姿、胸、雙腕、下腹部則發出紅色光芒、而浮現出一個O字母的標誌。在和sukuraggu的對戰中，所表現出的英姿正是喬伊心中夢想的英雄。
雖然有著擊敗sukuraggu和修復城市的功績、但由於都在暗地裡行動而被中心市的人稱為鬼。之後因為南博士的陰謀讓他的真面目出現而被誤認為是sukuraggu的殘黨、後來透過記者的幫助而幫他洗清嫌疑成為正義的夥伴。
在和sukuraggu最終決戰中、裝備了丹頓和NIA一起開發的強化裝甲，這個裝甲能讓他發揮數倍的力量、還可以使出高周波攻撃及能量劍。
初期稿為了細節和原作者的意見，於是在一般曲折下變成了重視重量感的設計。
漫画版中會失控的原因並不在於喬伊遇到危機、而是格格魯因為對威爾及尼克的不人道對待引起喬伊的憤怒而和他產生共鳴。
有人說原型來自蜘蛛人 (東映)、但這是錯誤的。
赛(賽門‧賽‧凱那)（聲：木村良平，陳漢祺（香港））
乔伊的好友和同學。14歳、身高160cm，皮膚拗黑，頭髮蓬鬆，似乎是拉丁裔。過去為美式足球球員、但因為威爾的失誤傳球造成他的左腳受傷而無法自由行動、常使用電動滑板而使他能自在行動。和喬伊一起分享HEROMAN的秘密並且一起面對sukuraggu的侵略。在流行服飾店工作。
在和sukuraggu的戰鬥中，運用丹頓藉著sukuraggu科技所開發的大音量的高周波電吉他來支援喬伊和。當喬伊被追緝時，也和丹頓一起幫他逃亡。
對於喬伊在和回到中心市的威爾見過面後、並且歷經數個事件而感到困擾時，說出了自己左腳受傷的經過以及另一個當事人威爾的憂慮，並也在喬伊知道和威爾和解。
在和sukuraggu最終決戰時、則是與丹頓和莉娜一起幫助喬伊。
由於史丹‧李要求要有個「腳受傷的少年」而讓他因此誕生、而當設計圖出來時，還因為史丹對他相當喜歡而想過要換他當主角。
漫画版中則是改成叫作東尼，並且坐在輪椅上。
莉娜‧戴維斯（聲：小幡真裕，顧詠雪（香港））
乔伊的好友，13歳、身長155cm。金髪碧眼的學校的啦啦隊隊長、在學校中相當有人氣。雖然對喬伊表示過愛意、但還是未達到情侶的關係。之後為了救哥哥威爾、而和喬伊一起對抗sukuraggu。
sukuraggu被消滅後、一度不原諒隱瞞威爾現況的喬伊、但之後和喬伊和解並且幫助他迎接最終決戰。
不知為何，平常時幾乎都在穿啦啦隊服。
馬修‧丹顿（聲：長，李家傑（香港））
學校的科學老師，平常被叫作"教授"。非常希望和外星生物接觸，經常以自製通信器材對宇宙發放信息並且導致sukuraggu來襲。
為了對這個情形負責、將sukuraggu的技術用來發明東西來幫助喬伊。
和和sukuraggu戰鬥完後，看到HEROMAN的重要性、而對喬伊施以特訓並且讓HEROMAN因此使出新的必殺技。當喬伊被追緝時、也和賽一起幫助他。
當和sukuraggu的最終決戰中、開發強化裝甲並且利用MR-1來加以支援喬伊和HEROMAN。
漫画版中看到HEROMAN的實力、為了將它量產而想要幫助喬伊、但被他拒絕。

### 中心市居民
喬伊他們所住的位於美國西海岸都市。被sukuraggu侵略、而成為牠們侵略的據點，但在喬伊等人的奮鬥下而回復和平。不過由於sukuraggu造成巨大的損害、所以還要從其他城市請人過來重建、現在則回復到原來城市的風貌。
薇拉‧柯林斯（聲：進藤尚美）
美麗且聰明的女數學老師。啦啦部隊的顧問。最近很在意喬伊的奇怪行為、由於變成黑暗英雄的威爾，使得他知道了喬伊和HEROMAN的事情、並且也跟著幫助他。
威廉‧威爾‧戴維斯（聲：保村真）
莉娜的兄长，體格壯碩，為校隊美式足球隊成員，是個喜歡帶領包括尼克等跟班的孩子王。由於是個妹控，所以很討厭喬伊。
嫉妒喬伊和HEROMAN的活躍、於是和尼克一起潛入sukuraggu的基地、結果遭到逮捕並且被洗腦改造，成為比一般sukuraggu士兵更強戰力的戰士。
洗腦後和喬伊產生激鬥、但在莉娜的呼喚下而回復正常。但在sukuraggu被消滅後，向莉娜說出「我已經不再是人了，所以無法在這社會中活下去」而消失在他的面前。
再次出現時，面貌已經和以前完全不一樣並且不斷襲擊研究sukuraggu技術的基地而成為反英雄。不過他仍保有人類的感情、戰鬥時也將sukuraggu帶來的東西視為「負面的産物」而要優先破壞、而不會加害人類。當他回到中心市時、和喬伊對峙並且被賽所追擊、不過賽所使用的超音波吉他不但被他破壞、也無法弄傷他。另外還保有對妹妹莉娜的感情。
和sukuraggu最終決戰時、更快到達白宮那邊、企圖阻止格格魯復活而被逮捕。但之後和喬伊一起迎戰復活的格格魯、卻為了保護喬伊而摔到深淵中並且在戰鬥終結後，生死不明。
漫画版中、和動畫一樣被抓並且遭到改造、但由於對莉娜的強烈感情讓他因此失控起來。
尼可拉斯‧尼克，迪‧卡魯洛（聲：陶山章央）
威爾的跟班，家里很有钱。體型肥胖且膽小，對威爾也沒有好意。
和威爾一起潛入sukuraggu基地、結果兩人一起被抓並被改造。被改造後，使用雙槍戰鬥。和威爾一樣，和喬伊在基地內戰鬥時洗腦被解除、但因為對於改造帶來的力量相當執著而仍繼續戰鬥、之後當基地被破壞時一起失蹤而生死不明。
漫画版中當被解除洗腦後、由於被改造帶來的力量以及無法回到正常世界的絕望，所以順從了格格魯。
比利
声 - 長克巳
喬伊所打工的咖啡店「Eat at Hilly's」店長。他所泡的咖啡相當棒、而有很多常客。
史丹
声 - 伊井篤史
「Eat at Hilly's」的常客。也會對喬伊打招呼。原型則是作者‧史丹·李，而他本人也經常在自己的作品中客串演出。
凱夏‧傑克森
声 - 宮島依里
中心市內的電視台、All・American・Network (AAN) 的女記者。對於自己採訪的新聞被政府惡意竄改無法忍受、於是為了報導真相而不斷追查政府的事。之後將為了保護水庫而挺身抵擋南博士攻擊的HEROMAN給報導出來、使它因此能洗清嫌疑。在sukuraggu復活後，也依然報導著HEROMAN和sukuraggu決戰的英姿。
雷歐
声 - 樋渡宏嗣
AAN的攝影師。和凱夏一起追查政府與HEROMAN的事情。

### 喬伊的家族
維吉尼亞・瓊斯
声 - 坂井壽美江
喬伊的祖母。喜歡搖滾樂唱片、總是戴著耳機在聽。是那種跟著自己節奏的個性、即使有騷動也不會注意到。
荷莉・維吉尼亞・瓊斯
声 - 小笠原亞里沙
喬伊的姐姐。19歳。由於任性且奔放的個性、從小時候就在玩弄喬伊和賽。不過其實相當關心自己的弟弟。4年前突然離開中心市、跑到紐約玩樂團、但在聽到sukuraggu的騷動後而回來。偶然間看到HEROMAN而喜歡上它、現在則是住在家裡。在看到HEROMAN迎戰南博士後，稱它為HEROMAN大人。
在sukuraggu最終決戰中、和丹頓、莉娜、賽一起幫助喬伊。
音樂實力不錯、曲風和龐克風的外表不同，走的是敘事曲風。
凱薩琳・梅・瓊斯
声 - 雪野五月
喬伊已經過世的母親。在丈夫過世後、一直照顧著喬伊和荷莉、是個總是保持笑容不讓孩子看到她難過的一面的溫柔母親。喜歡叫作洛克迪奇的花、因此喬伊也將花種在她的墓前。
布萊恩・卡達・瓊斯
声 - 玄田哲章
喬伊已經過世的父親。原來是礦工、為了拯救困在礦場的同事而被炸死。讓他宛如「英雄」般的存在、他的行為也對現在的喬伊有很大的影響。在他所愛用的安全帽、也成為喬伊珍貴的寶物。

### 美国政府
總統
声 - 佐佐木敏
現任美國總統。由於sukuraggu的侵略、而被迫要決定是否進行核彈攻撃、不過因為南博士的建議而停止。但在sukuraggu被消滅後，感覺到HEROMAN是個危險的存在、於是秘密地派人調查他。後來在sukuraggu復活後、在白宮中遭到襲擊，決戰過後則從避難所逃出。
艾克希斯・休斯
声 - 東地宏樹
總統直屬的情報機關、National・Intelligence ・Agency (NIA) 的特務。受到總統的命令、而暗中調查鬼（HEROMAN）的事情。但他對喬伊及HEROMAN沒有惡意、反而也否認自己對他們所採用的武力和情報操控的做法。因此和主張加以攻擊的南博士產生衝突。之後和喬伊一起阻止失控的南博士、讓喬伊一行人洗清嫌疑回到和平的生活。
當sukuraggu再次開始活動後、利用政府的立場來幫助喬伊與HEROMAN、並且阻止副總統攻擊華盛頓。
在調查時，成為「Eat at Hilly's」的常客、穿著工作服並且留著鬍渣、當回到特務身分時則會刮掉並且將髪梳整齊，並且穿著西裝。
艾爾曼‧哈瓦多
声 - 野島裕史
NIA的特務。為休斯的手下並且幫助著他。

### 通用工業
主導美國陸軍兵器開發計畫的巨大兵器開發企業。
南博士
声 - 松本保典
通用的董事長兼兵器開發部統括負責人的国際機器人工学權威。另外還是MRL（南・機器人・實驗室）的創始人兼代表。對於自己的頭腦相當有自信、並且為了被廣為人知而計畫利用美國政府和sukuraggu。不過由於計畫在實行前就被喬伊一行人破壞、讓自己大大的丟臉而痛恨HEROMAN。
他開發出的最強力、像是戰車的外表並且擁有巨大的雙腕MR-1。MR-1能隨操控者的動作而行動、還有可以讓電子機器麻痺的電磁砲和能連發的槍等各式武器。
在他知道喬伊與HEROMAN在中心市後、為了抓他而將一部分軍隊挪為己用、由於想要證明自己的機械比HEROMAN更強，所以不但對喬伊，就算是政府也當作敵人般攻擊而開始失控。但最終MR-1遭HEROMAN擊破、使他因此犯了国家反逆罪而被關。
之後、政府回收殘骸並且加以復原、而且由丹頓用來支援喬伊和HEROMAN。
在sukuraggu完全被消滅後，遭到維若妮卡所救、而他似乎也在獄內寫出和HEROMAN相當的機器人公式。
維若妮卡
声 - 魏涼子
南的專屬秘書。是個冷靜且能正確執行的工作的才女、不過經歷卻充滿謎團。
當HEROMAN和MR-1戰鬥時、支援操控MR-1的南。不過在MR-1被破壞後、不知為何能夠順利逃走。
在sukuraggu被消滅後、單獨闖入監獄將南一行人救出來。這時從他的服袖中跑出像是瑞士軍刀的刀刃來和獄卒戰鬥。
阿瑪若利皮
声 - 勝杏里
南的部下，通用的研究部門首席人員。戴著像是3D眼鏡的墨鏡。
由於南的失控、讓他也因此一起被關、但最後被維若妮卡所救。
史丹利昂
声 - 木村雅史
南的部下，通用的研究部門首席人員。體型巨大、總是戴著大的手套。
由於南的失控、讓他也因此一起被關、但最後被維若妮卡所救。

### Sukuraggu
不斷侵略破壞宇宙中各個星球的未知生命体。由於接受到丹頓的發的電波而向地球開始侵略。擁有超越人類的戰鬥能力、智力、高度的計術。聽覺發達、利高周波会話。頭部所生的觸角能自在伸縮來對人攻擊。會將他星球的生物捕獲、並且加以洗腦改造來操控他們。當被重擊後，會射出液體並且外殼縮成球狀。丹頓從外表判斷他們是從像是蟑螂的生物所進化。被消滅後，由企業和政府機關獨自研究他們的技術並且想要加以利用。
格格魯（聲：石塚運昇）
两脚走的生命体。BOSS。除了有想要把全宇宙都併吞的一面外，也有冷酷地將不中用的手下殺死和能順間抓到敵人特徵的伶俐面。
戰鬥時能變成機動力大幅提升的姿態、而可以生出飛行能力而擅長空中戰。其戰鬥能力絕不是一般小兵能比得上。
當輸給喬伊和HEROMAN後、他則是和基地一起自爆而死。
不過由於被其殘黨將被政府回收研究的核心加以復活。而變身成巨大怪物並且將自己的手下當作食物吃掉企圖毀滅地球，最後遭HEROMAN的遠距離攻擊而將牠和融合在一起的基地消滅掉。
漫画版中、在要支配地球前，將地球的昆蟲類（蟷螂、甲蟲類等）加以改造來收集地球情報並且還注意到了喬伊一行人的行動。
艾茲維
Sukuraggu先遣隊之一。是由Sukuraggu兵所回收的螳螂為底而加以改造。能從腕中生出出刀刃將鋼鉄切斷、還把HEROMAN的單手切斷過。但被周遭的Sukuraggu兵當作蟲子般輕視。
只出現在漫画版。
布理多
Sukuraggu先遣隊之一。和艾茲維一樣以藥片潮蟲為底加以改造。擅長將身體捲成圓型來衝撞攻擊。
只出現在漫画版。
帕烏阿
Sukuraggu先遣隊之一。和艾茲維一樣以獨角仙和鍬形蟲為底所改造。擅長使用怪力並且能長出角來攻擊。
只出現在漫画版。

## 工作人员
- 原作 - 史丹·李
- 監督 - 難波日登志
- 系列構成 - 大和屋曉
- 人物设计 - コヤマシゲト
- 动画制作人 - 川元利浩、富岡隆司
- 生物体设计 - 武半慎吾
- 标题·图标设计 - 草野剛
- 美術设计・美術監督 - 近藤由美子
- 色彩設計 - 岩澤れい子
- 攝影監督 - 木村俊也
- 編集 - 定松剛
- 音響監督 - 原口昇
- 制作人 - 奈良初男（東京電視台）、山西太平
- 动画制作 - BONES
- 製作 - HEROMAN製作委員会（南夢宮萬代、The Walt Disney Studios、東京電視台、電通、BONES、Wowmax Media）

## 主題曲
片头曲「Roulette」
作詞・作曲 - TETSUYA / 編曲 - TETSUYA and 室姫深 / 歌 - TETSUYA
片头曲2「Missing」
作詞 - Akiko Watanabe.Kylee / 作曲 - Koh-ichi Fujimoto / 編曲 - CHOKKAKU (DefSTAR RECORDS) / 歌 - Kylee
片尾曲「CALLING」
作詞 - Kohshi Asakawa / 作曲 - Takeshi Asakawa / 編曲・歌 - FLOW
片尾曲2「日語：」
作詞 - Mass Alert / 作曲 - WolfJunk, Mass Alert / 編曲 -WolfJunk  / 歌 - Mass Alert
插入曲「日語：」（第11話、第22話）
作詞 - 桥本龙树 / 作詞 - やまだなな / 歌 - ACO

## 各話列表
| 集數   | 日文標題     | 中文標題 | 腳本            | 分鏡                | 演出                | 作畫監督          |
| ------ | ------------ | -------- | --------------- | ------------------- | ------------------- | ----------------- |
| 第01話 | BEGINNING    | 开端     | 大和屋曉        | 三條なみみ          | 森邦宏              | 川元利浩          |
| 第02話 | ENCOUNTER    | 遭遇     | 大和屋曉        | 清積紀文            | 田村耕太郎          | 龜井治            |
| 第03話 | INVASION     | 入侵     | 大和屋曉        | 三條なみみ          | 中村美              | 大浪太            |
| 第04話 | TAMA         | 球体     | 大和屋曉        | 安藤真裕            | 關野昌弘            | 三輪和宏          |
| 第05話 | ASSASSINS    | 刺客     | 大和屋曉        | 石平信司            | 迫井政行            | 織田廣之          |
| 第06話 | BACKLASH     | 反冲     | 大和屋曉        | 三條なみみ          | 千葉大輔            | 堀川耕一          |
| 第07話 | RESISTANCE   | 抵抗     | 大和屋曉        | 森邦宏              | 森邦宏              | 山本尚志          |
| 第08話 | COMBAT       | 格鬥     | 大和屋曉        | 清積紀文            | 迫井政行            | 富岡隆司          |
| 第09話 | ALIVE        | 活著     | 大和屋曉        | 三條なみみ          | 田村耕太郎          | 川元利浩          |
| 第10話 | APPROACH     | 接近     | 大和屋曉        | 石平信司            | 井之頭五郎 白石道太 | 西山忍            |
| 第11話 | MENACE       | 威胁     | 大和屋曉        | 田村耕太郎          | 森義博              | 實原登            |
| 第12話 | STALKERS     | 跟踪     | 大和屋曉        | 森邦宏              | 森邦宏              | 織田廣之          |
| 第13話 | GETAWAY      | 逃亡     | 大和屋曉        | 龜井治              | 安川勝              | 龜井治            |
| 第14話 | BELEAGUER    | 困扰     | 大和屋曉        | 坂田純一            | 淵上真              | 垪和等            |
| 第15話 | REVOLT       | 反抗     | 大和屋曉        | 石平信司            | 末田宜史            | 堀川耕一          |
| 第16話 | DECISION     | 決定     | 大和屋曉        | 田村耕太郎          | 田村耕太郎          | 三輪和宏          |
| 第17話 | LEGACY       | 遗产     | 大和屋曉        | 末田宜史 三條なみみ | 淵上真              | 垪和等            |
| 第18話 | SEPARATION   | 分离     | 大和屋曉        | 安川勝 三條なみみ   | 末田宜史            | 山本尚志          |
| 第19話 | SURVIVAL     | 生存     | 大和屋曉        | 森邦宏              | 中村圭三            | 富岡隆司          |
| 第20話 | MISSING      | 失踪     | 清水惠          | 田村耕太郎          | 淵上真              | 垪和等            |
| 第21話 | EMOTION      | 感情     | 清水惠          | 龜井治              | 龜井治              | 龜井治            |
| 第22話 | MEMORIES     | 記憶     | 清水惠          | 三條なみみ          | 大西景介            | 織田廣之 川上暢彦 |
| 第23話 | SORTIE       | 突擊     | 大和屋曉        | 石平信司            | 千葉大輔            | 松田剛吏          |
| 第24話 | RESURRECTION | 复活     | 大和屋曉        | 三條なみみ          | 末田宜史            | 堀川耕一          |
| 第25話 | CRISIS       | 危机     | 清水惠 大和屋曉 | 京田知己 三條なみみ | 和田純一            | 三輪和宏          |
| 第26話 | FAITH        | 信念     | 大和屋曉        | 田村耕太郎          | 田村耕太郎          | 富岡隆司          |

## 播放电视台
| 地域           | 播放电视台   | 播放日期       | 播放时间                 | 所屬電視台     |
| -------------- | ------------ | -------------- | ------------------------ | -------------- |
| 关东地方       | 东京电视台   | 2010年4月1日 - | 周四 18時00分 - 18時30分 | 东京电视台系列 |
| 北海道         | 北海道电视台 | 2010年4月1日 - | 周四 18時00分 - 18時30分 | 东京电视台系列 |
| 爱知县         | 爱知电视台   | 2010年4月1日 - | 周四 18時00分 - 18時30分 | 东京电视台系列 |
| 大阪府         | 大阪电视台   | 2010年4月1日 - | 周四 18時00分 - 18時30分 | 东京电视台系列 |
| 岡山县・香川县 | 濑户内电视台 | 2010年4月1日 - | 周四 18時00分 - 18時30分 | 东京电视台系列 |
| 福冈县         | TVQ九州放送  | 2010年4月1日 - | 周四 18時00分 - 18時30分 | 东京电视台系列 |

## 漫画版
比動畫更早出現，在月刊少年GANGAN2009年9月号開始連載。作畫由太田多門擔任。
| 集數 | SQUARE ENIX    | SQUARE ENIX            |
| 集數 | 發售日期       | ISBN                   |
| ---- | -------------- | ---------------------- |
| 1    | 2010年3月20日  | ISBN 978-4-7575-2821-5 |
| 2    | 2010年6月22日  | ISBN 978-4-7575-2901-4 |
| 3    | 2010年12月22日 | ISBN 978-4-7575-3059-1 |
| 4    | 2011年6月22日  | ISBN 978-4-7575-3197-0 |
| 5    | 2011年12月22日 | ISBN 978-4-7575-3436-0 |

## 註腳
1. 1 2 3 4 5  『マイコミジャーナル』. . 2010-04-28  [2010年4月28日]. （原始内容存档于2010年5月2日） （日语）.
2. 1 2 3  『法米通.com』. . 2010-03-25  [2010年4月2日]. （原始内容存档于2010-03-28） （日语）.
3. ↑  『webザテレビジョン』. . 2010-03-29  [2010年4月2日]. （原始内容存档于2010-09-12） （日语）.
4. 1 2 3  『マイコミジャーナル』. . 2010-03-31  [2010年4月2日]. （原始内容存档于2010年10月17日） （日语）.
5. ↑  『動畫！動畫！』. . 2010-02-03  [2010年4月2日]. （原始内容存档于2010-04-12） （日语）.
6. ↑  網路廣播『そこ☆あに』（2010年6月27日）. “「HEROMAN」特集 #119 （页面存档备份，存于）”（日語）. 角色設定的コヤマシゲト談
7. ↑  為了不要被人看到引起騷動，而刻意戴著帽子和大衣變裝成人類、並且趁半夜沒有人煙時加以襲擊基地等。
8. ↑  在官網中、在他的腳底還有滴著血的表現、就像是進行暗殺等「髒活」的人一樣。